# František Rosmaisl
František Rosmaisl (25. dubna 1884, Uhlířské Janovice - 9. května 1945) byl český fotbalista, záložník.

## Fotbalová kariéra
Hrál v předligové éře za SK Slavia Praha. Mistr Českého svazu fotbalového 1913. Vítěz Poháru dobročinnosti 1908 za SK Slavia Praha „B“. Za českou reprezentaci nastoupil v roce 1906 v 1 utkání. Amatérský mistr Evropy UIAFA 1911.